# ピーター・ガブリエル III
『ピーター·ガブリエル III』（原題：Peter Gabriel III）は、イギリスのミュージシャン、ピーター・ガブリエルによる3作目のソロ・アルバム。前作、前々作に引き続き同じアルバム・タイトルが使われたため、『Peter Gabriel 3』、または、デザイナー集団ヒプノシスによる、彼の顔面の右半分が液体のように溶けたジャケットから『Melt』とも呼ばれる。

## 収録曲
全作詞・作曲 : ピーター・ガブリエル
サイド1
1. 「イントゥルーダー」（旧邦題「侵入者」） - "Intruder" 4:54
2. 「ノー・セルフ・コントロール」 - "No Self Control" 3:55
3. 「スタート」 - "Start" 1:21
4. 「アイ・ドント・リメンバー」（旧邦題「記憶喪失」） - "I Don't Remember" 4:42
5. 「ファミリー・スナップショット」 - "Family Snapshot" 4:28
6. 「アンド・スルー・ザ・ワイヤー」 - "And Through the Wire" 5:00

サイド2
1. 「ゲームズ・ウィズアウト・フロンティアーズ」 - "Game Without Frontiers" 4:06
2. 「ノット・ワン・オブ・アス」（旧邦題「異邦人」） - "Not One of Us" 5:22
3. 「リード・ア・ノーマル・ライフ」 - "Lead a Normal Life" 4:14
4. 「ビコ」 - "Biko" 7:32

## パーソネル
- ピーター・ガブリエル - リード・ボーカル (3以外)、バック・ボーカル (1、5、8)、ピアノ (1、4、5、6、8、9、10)、シンセサイザー (3、4、7、8)、ドラム・パターン (10)、口笛 (7)
- ラリー・ファスト - シンセサイザー (1、2、3、7、10)、プロセッシング (2、4、8)、バグパイプ (10)
- デヴィッド・ローズ - ギター (1、2、4、5、6、7、8、9、10)、バック・ボーカル (1、4、8)
- ロバート・フリップ - エレクトリックギター (2、4、8)
- デイヴ・グレゴリー - エレクトリックギター (4、5)
- ポール・ウェラー - エレクトリックギター (6)
- ジョン・ギブリン - ベース (2、5、6、7、8)
- トニー・レヴィン - チャップマン・スティック (4)
- フィル・コリンズ - ドラム (1、2、6)、ドラム・パターン (1)、スネア (5)、スルド (10)
- ジェリー・マロッタ - ドラム (4、5、7、8、9、10)、パーカッション (7、8)
- モーリス・パート - パーカッション (1、2、9)
- ケイト・ブッシュ - バック・ボーカル (2、7)
- ディック・モリシー - サクソフォーン (3、5、9)
- デイヴ・ファーガソン - スクリーチズ (10)
- スティーヴ・リリーホワイト - プロデューサー、口笛 (7)
- ヒュー・パジャム - エンジニア、口笛 (7)

## チャート
| チャート（1980年）               | 最高順位 |
| -------------------------------- | -------- |
| アメリカ（Billboard 200）        | 22       |
| イギリス（全英アルバムチャート） | 1        |